# NGC 7312
NGC 7312 is een balkspiraalstelsel in het sterrenbeeld Pegasus. Het hemelobject werd op 30 oktober 1863 ontdekt door de Duitse astronoom Albert Marth.

## Synoniemen
- UGC 12083
- MCG 1-57-10
- ZWG 404.23
- PGC 69198